# L'Arianna
L'Arianna (Stattkus-Verzeichnis 291) va ser la segona òpera de Claudio Monteverdi, i una de les òperes barroques que més van influir a l'obra lírica posterior. Va ser estrenada a Màntua el 1608 i el seu llibret es basava en la llegenda d'Ariadna i Teseu.
La primera representació, molt fastuosa i amb efectes especials innovadors, va ser molt ben rebuda, i també ho va ser a Venècia, quan es va tornar a produir sota la direcció de Monteverdi el 1640 com a peça inaugural per al Teatro San Moisè.
La partitura s'ha perdut a excepció de l'ària Lament d'Arianna, coneguda també per les primeres paraules del seu text, Lasciatemi morire. L'ària transmet la desesperació d'Arianna després de ser abandonada a l'illa de Naxos per Teseu, i va obtenir fama en la seva mateixa època per ser el primer exemple d'un nou estil aplicat a l'òpera, la monodia, també anomenada seconda pratica. Tal característica va ser ja descrita per Giovanni Battista Doni el 1640. El lament va poder conservar-se gràcies al fet que Monteverdi la va reeditar com una peça en si mateixa el 1623, i sobre el tema va escriure així mateix dos arranjaments: un madrigal a cinc veus publicat dins de seu Sisè llibre de madrigals el 1614, i amb un nou text en llatí, Pianto della Madonna publicat a la seva col·lecció Selva morale i spirituale en 1641.
El Lament d'Arianna es considera un dels millors recitatius ariosos compostos per Monteverdi. S'inicia amb la invocació Lasciatemi morire:
| «                                | Lasciatemi morire, / lasciatemi morire, / e che volete voi, che mi conforte / in così dura sorte, / in così gran martire? / Lasciatemi morire. | » |
| — Lamento di Arianna, escena VII | |   |

El tema de l'òpera, desenvolupat sobre un llibret de Vincenzo Cassani va ser musicat un segle més tard per Benedetto Marcello en una versió del mateix títol, Arianna.